# Colletes gorillarum
Colletes gorillarum är en biart som beskrevs av Cockerell 1932. Colletes gorillarum ingår i släktet sidenbin, och familjen korttungebin. Inga underarter finns listade i Catalogue of Life.